# Darahna
Darahna era una ciutat de la Terra Alta Hitita.
El rei Muwatallis II, va crear un regne vassall de l'Imperi hitita, anomenat Hakpis, que va cedir cedir a son germà Hattusilis (que després va ser rei amb el nom d'Hattusilis III). Aquest regne tenia per finalitat aturar i contenir els freqüents atacs dels kashka i el formaven Ishupitta, Marista, Hissashapa, Katapa, Hanhana, Darahna, Hattena, Durmitta, Pala, Tummanna, Gasiya, Sappa, el riu Hulanna, Hakpis i Istahara, les dues darreres en "servitud", probablement administrades, però no part del regne. La capital la va establir a Hakpis.